# Gerholdsberg

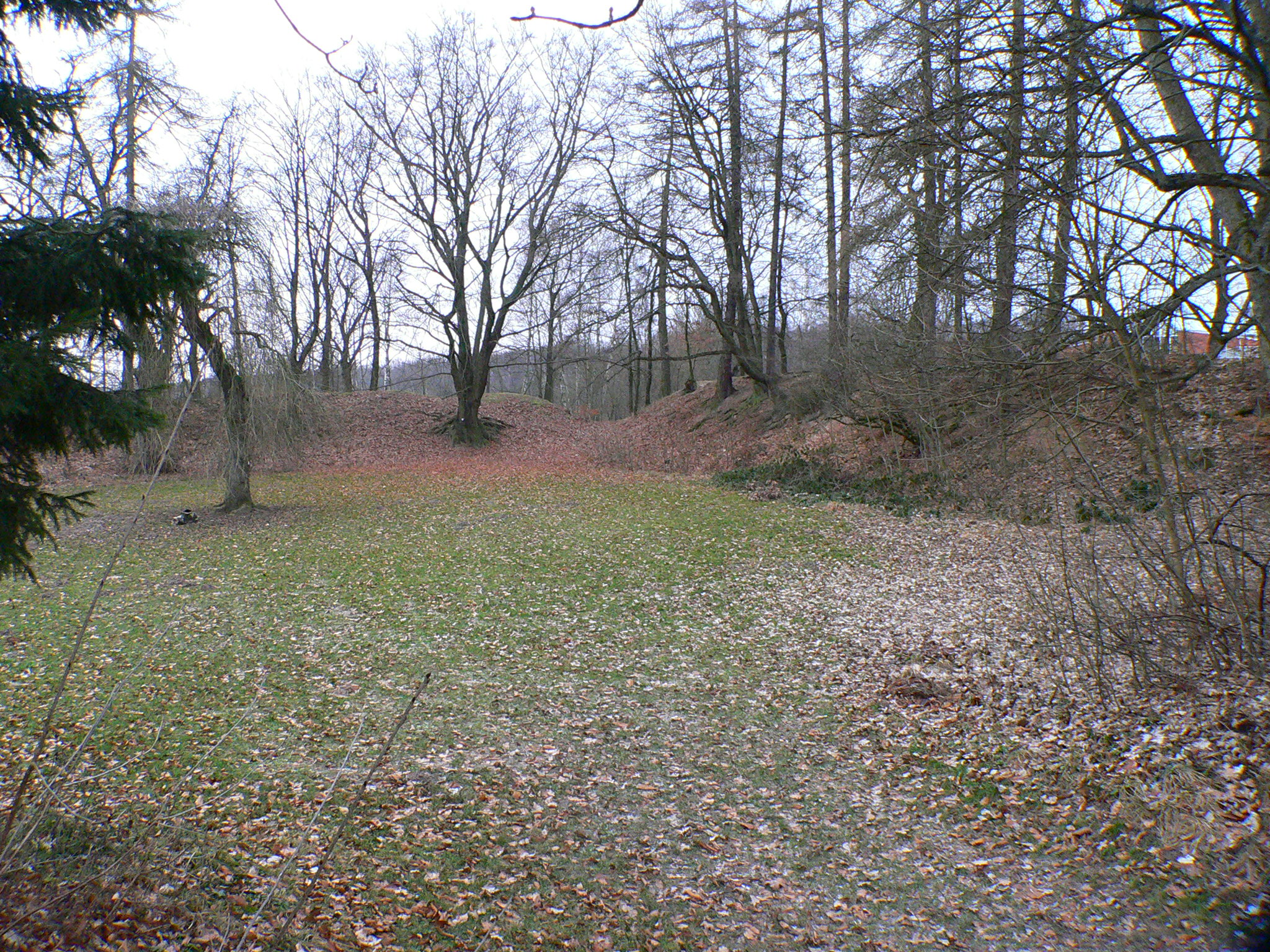
Burg Sensenstein: einstiges Burg-Areal mit Wall (Nord-Sicht)

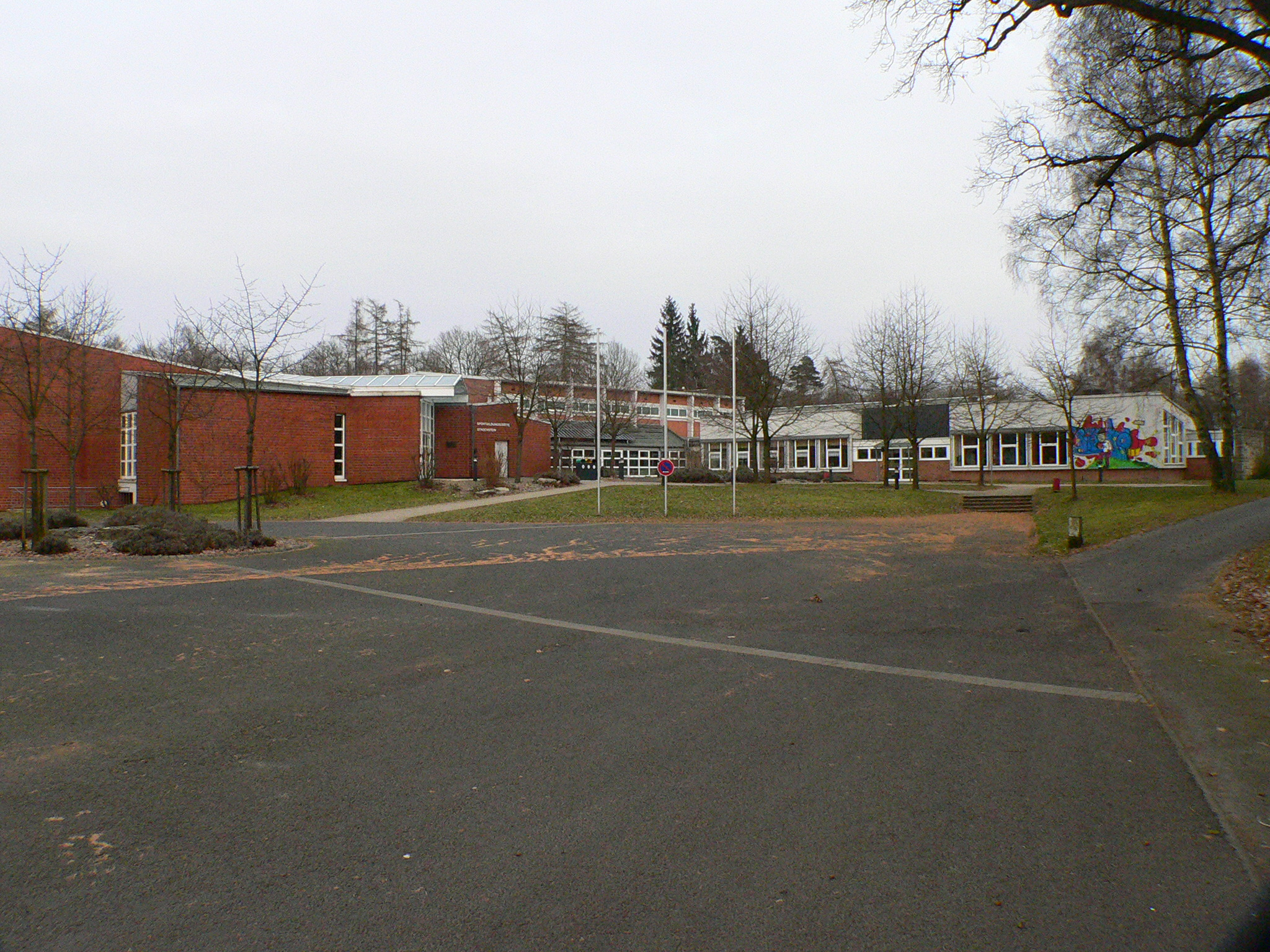
Sportbildungsstätte des Landkreises Kassel (Ost-Sicht)

Der Gerholdsberg bei Nieste ist ein etwa 355 Meter über Normalhöhennull hoher Berg des Kasseler Beckens im nordhessischen Landkreis Kassel, direkt südlich der Grenze zu Südniedersachsen.

## Geographie

### Lage
Der Gerholdsberg liegt im Osten des Kasseler Beckens nahe der Westausläufer des Kaufunger Waldes im Nordwesten des Geo-Naturparks Frau-Holle-Land (Werratal.Meißner.Kaufunger Wald). Er befindet sich zwischen Uschlag im Nordwesten und Dahlheim im Nordosten (beide zur niedersächsischen Gemeinde Staufenberg) sowie Nieste im Osten, Kaufungen im Südsüdwesten und dem etwas entfernten Niestetaler Gemeindeteil Heiligenrode im Westen (alle drei im Landkreis Kassel). Der Berg gehört zur nordhessischen Gemeinde Nieste; seine Nordwestflanke und die hinab zur Nieste reichende Nordflanke grenzt an die südniedersächsische Gemeinde Staufenberg. Etwa 1,25 km westlich liegt der Mühlenberg (351,8 m).
Nordöstlich und nördlich vorbei am Berg fließt durch die Dörfer Nieste und Dahlheim der dort etwa in Südost-Nordwest-Richtung verlaufende Fulda-Zufluss Nieste.
Nordwestlich des Gerholdsbergs liegt im Übergangsbereich zum Mühlenberg ein Zipfel des Landschaftsschutzgebiets Weserbergland-Kaufunger Wald (CDDA-Nr. 325317; 1989 ausgewiesen; 285,018 km² groß).

### Naturräumliche Zuordnung
Der Gerholdsberg gehört in der naturräumlichen Haupteinheitengruppe Westhessisches Bergland (Westhessisches Berg- und Senkenland; Nr. 34) und in der Haupteinheit Westhessische Senke (343) zur Untereinheit Kasseler Becken (343.3). In Richtung Osten leitet die Landschaft in die benachbarte Haupteinheitengruppe Osthessisches Bergland (Nr. 35), in die Haupteinheit Fulda-Werra-Bergland (357) und in die Untereinheit Kaufunger Wald und Söhre (357.7) mit dem Naturraum Kaufunger-Wald-Hochfläche (Vorderer Kaufunger Wald) (357.71) über.

### Berghöhe
Der Gerholdsberg ist etwa 355 m hoch. Darauf weist auf topographischen Karten die letzte, unterhalb des Gipfels befindliche Höhenlinie hin. Südlich des gipfelnah gelegenen Sportplatzes (siehe Abschnitt Bergbeschreibung) liegt auf 350,4 m Höhe ein trigonometrischer Punkt.

## Bergbeschreibung
Die Nordflanke des Gerholdsbergs und Teile seiner Kuppe sind bewaldet. Die übrigen Bergteile sind unbewaldet und werden landwirtschaftlich genutzt. Auf der Bergkuppe befand sich seit 1372 die Burg Sensenstein, deren Reste 1677 abgerissen wurden. Heutzutage befindet sich dort die Jugendburg Sensenstein (seit 1962) und zudem die Sportbildungsstätte des Landkreises Kassel, die gemeinsam Bildungs-, Tagungs und Gästehäuser sowie Sportstätten, wie Turn- und Schwimmhalle und Sportplatz, nutzen.
Am Ost- und Nordosthang, in Richtung der Nieste, gab es im Mittelalter Eisenbergwerke – mehrere Pingenfelder, in denen Eisenerz abgebaut wurde. Auch am Osthang stehen die Niester Riesen (Naturdenkmal), unter anderem Mammutbäume sowie Küstentannen, Küsten-Douglasien und kanadische Hemlocktannen. Am Nordwesthang befanden sich seit 1750 die Eichelgärten, zwei Pflanzkämpe, in denen Eichen, teils auch Fichten, forstwirtschaftlich herangezogen wurden. Etwas unterhalb bzw. östlich davon steht die Sensensteiner Mühle. Zwischen der Mühle und dem Berggipfel befindet sich die Rottenbreite (auch Rotte Breite genannt), wo sich bis Ende 2011 das Freizeitheim Rotte Breite befand.

## Verkehrsanbindung
Über die südlichen Hochlagen des Gerholdsbergs führt in West-Ost-Richtung die Kreisstraße 4 (Heiligenrode–Nieste) – mit etwas südlich des Gipfels gelegenem Wanderparkplatz. Diese stößt etwa 650 m südsüdwestlich der Kuppe auf 312,8 m Höhe auf die Nieste im Nordosten (im Tal der Nieste) mit Oberkaufungen im Südsüdwesten (im Tal der Losse) verbindende K 6; dort liegen der Wanderparkplatz Niester Riesen und die gleichnamige Bushaltestelle. Durch das nördliche Niestetal verläuft vom westlichen Heiligenrode kommend die hessische Landesstraße 5, die in die niedersächsische und durch Uschlag und Dahlheim führende L 563 übergeht, um dann durch das hessische Dorf Nieste als L 3237 zu führen.

## Wandern
Von vorgenannten Straßen zweigen Feld-, Wald- und Wanderwege ab, die um und auf den Gerholdsberg führen. Über seine Kuppe und Nord- und Ostflanke verläuft der Eco Pfad Archäologie Sensenstein, der auf der Kuppe auf den Herkulesweg und Märchenlandweg trifft. Um und über den Berg führt auch der seit Mai 2014 11,5 km lange Premiumweg Niester Riesen, der als Rundweg manche der vorgenannten Wege kreuzt und ursprünglich nur 5,5 km lang war.